# Barro Alto (Goiás)
Barro Alto is een gemeente in de Braziliaanse deelstaat Goiás. De gemeente telt 7.586 inwoners (schatting 2009).

## Verkeer en vervoer
De plaats ligt aan de radiale snelweg BR-080 tussen Brasilia en São Miguel do Araguaia. Daarnaast ligt ze aan de weg GO-080.